# Aree naturali protette della Calabria
Elenco delle aree naturali protette della Calabria :

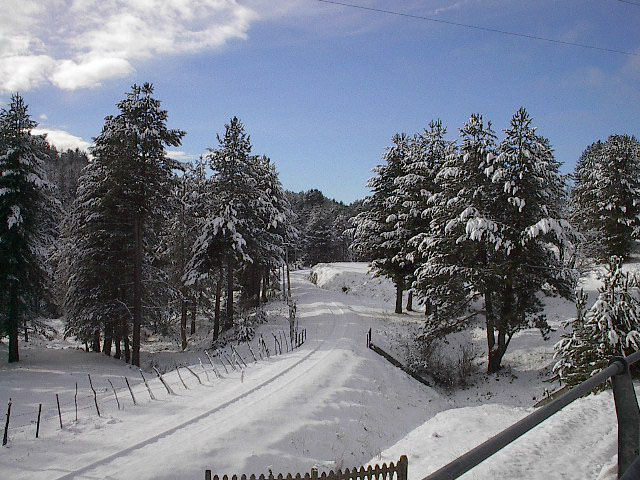
Parco nazionale della Sila

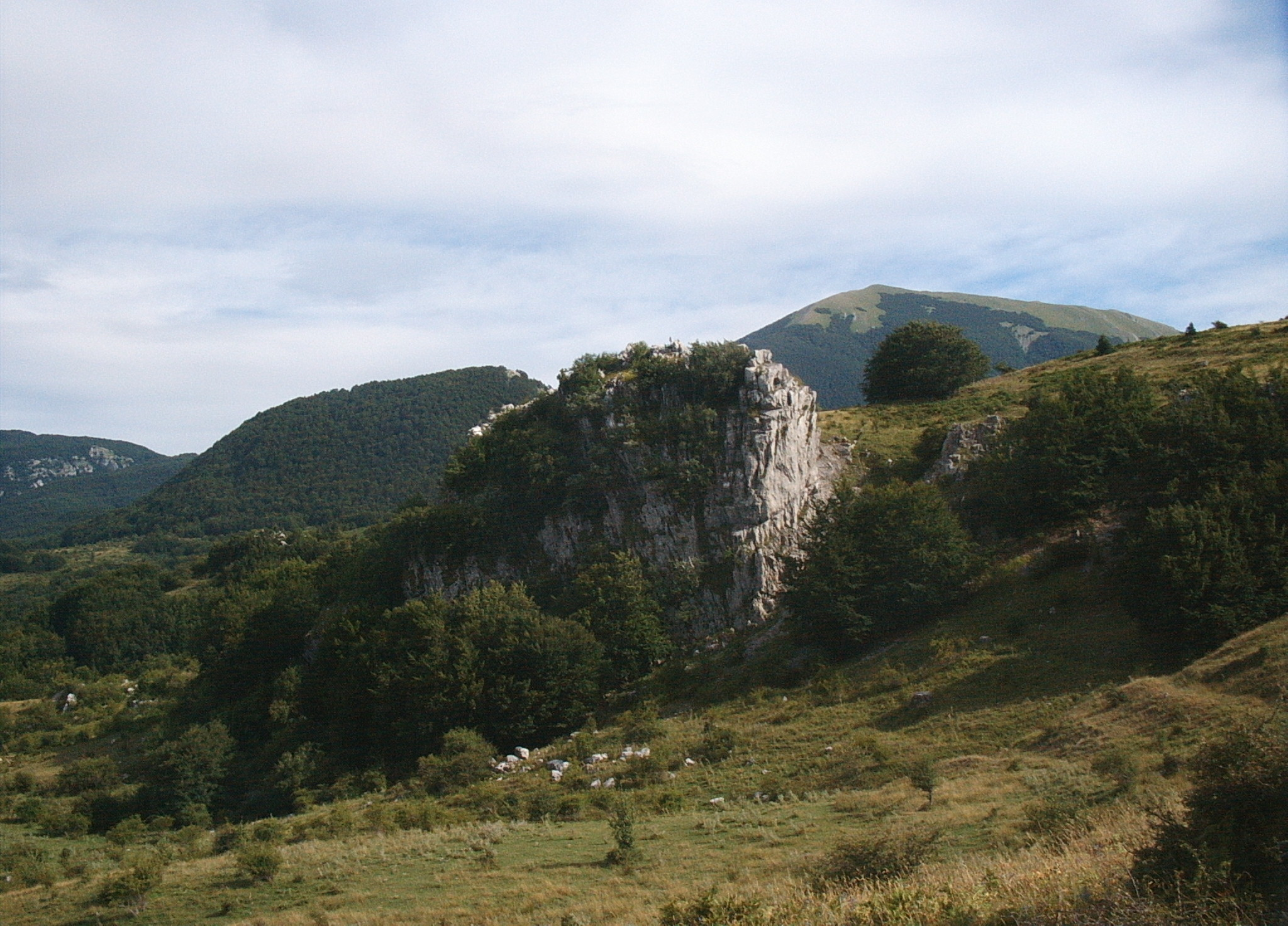
Parco nazionale del Pollino

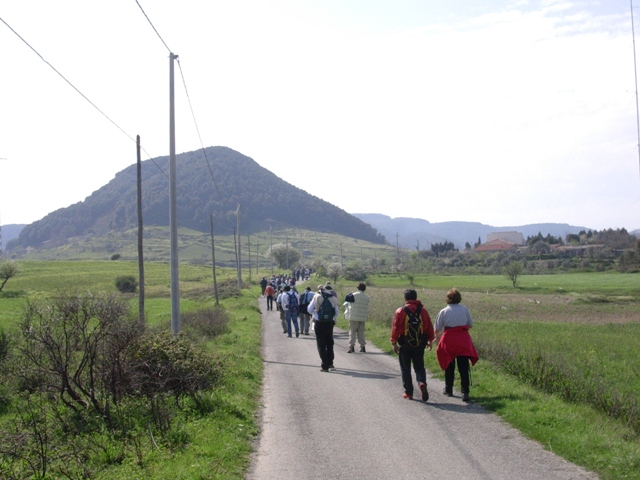
Parco nazionale dell'Aspromonte

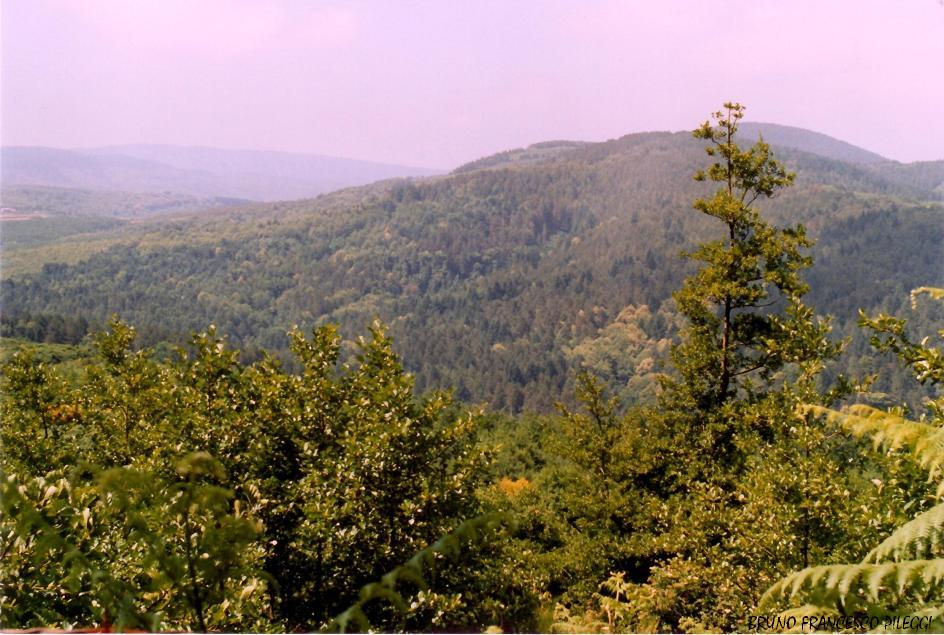
Parco naturale regionale delle Serre

## Parchi Nazionali
- Parco nazionale della Sila
- Parco nazionale del Pollino
- Parco nazionale dell'Aspromonte

## Parchi Regionali
- Parco naturale regionale delle Serre

## Riserve Naturali Statali
- Riserva naturale Coturelle Piccione
- Riserva naturale Cropani - Micone
- Riserva naturale Gallopane
- Riserva naturale Gariglione - Pisarello
- Riserva naturale Gole del Raganello
- Riserva naturale Golia Corvo
- Riserva naturale I Giganti della Sila
- Riserva naturale Iona Serra della Guardia
- Riserva naturale Macchia della Giumenta - San Salvatore
- Riserva naturale Marchesale
- Riserva naturale Poverella Villaggio Mancuso
- Riserva naturale Serra Nicolino Piano d'Albero
- Riserva naturale Tasso Camigliatello Silano
- Riserva naturale Trenta Coste
- Riserva naturale Valle del Fiume Argentino
- Riserva naturale Valle del Fiume Lao

## Riserve Naturali Regionali
- Riserva naturale regionale Foce del Crati
- Riserva naturale regionale Lago di Tarsia
- Riserva naturale regionale delle Valli Cupe

## Aree Marine Protette
- Area naturale marina protetta Capo Rizzuto

## Zone umide
- Bacino dell'Angitola

## Aree Natura 2000
- Spiaggia Cala Janculla (Seminara)